# BMW 114
Cet article concerne le moteur en étoile des années 1930. Pour la BMW série 1 dotée d'un moteur 1400 cc, voir, voir BMW Série 1.

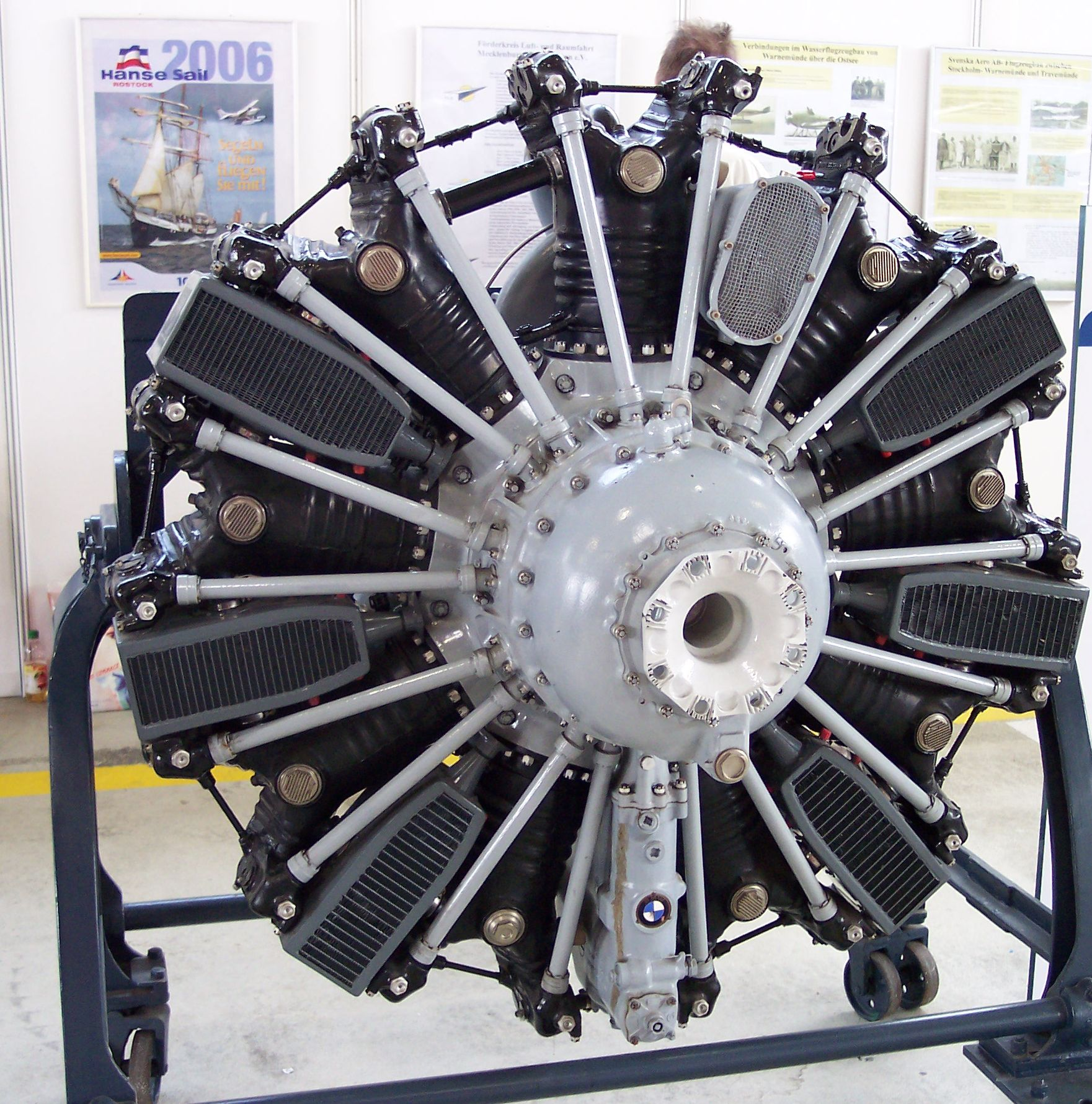
Moteur exposé.

Le BMW 114 est un moteur en étoile testé par BMW vers 1930.

## Histoire
En 1929, BMW signe un accord avec Pratt & Whitney, qui lui permet d'exploiter les plans du R-1690 Hornet. Le BMW 114 est très proche du Hornet, mais est produit selon le système métrique et dispose d'injecteurs de carburant, alors que le Hornet fonctionne avec un carburateur. Sa cylindrée (27,7 litres) et sa puissance dépassent largement celles des petits moteurs radiaux que BMW a produit à partir de 1927. Le BMW 114 n'est jamais produit en série, mais est à l'origine du BMW 132 amélioré, utilisé sur plusieurs avions de la guerre d'Espagne et de la Seconde Guerre mondiale. En 1937 est expérimenté, sous le nom BMW-Lanova 114, un moteur radial diesel reprenant les dimensions du BMW114.